# Ptychopteromorpha
Infra-ordre
Les Ptychopteromorpha forment un infra-ordre d'insectes diptères nématocères.

## Liste des familles
- Ptychopteridae
- Tanyderidae